# 1921 في المجر
فيما يلي قوائم الأحداث التي وقعت خلال عام 1921 في المجر.

## سياسة

### انتهاء فترة المنصب
- 14 أبريل – بابلو تيليكي رئيس وزراء المجر.

## مواليد

### يناير
- 9 يناير – أغنس كيليتي

### مارس
- 30 مارس – ألفريد ريني

### سبتمبر
- 2 سبتمبر – لازلو ناجي

### نوفمبر
- 19 نوفمبر – جيزا أندا
- 26 نوفمبر – إيمري كوفاكس لاعب كرة قدم مجري.

## وفيات

### نوفمبر
- 13 نوفمبر – جولد تسيهر (مواليد 1850)